# Észak-Korea autópályái

## Története
Az autópálya-rendszert 1975-ben kezdték el tervezni, viszont az elkészült tervek csak 1979-ben jelentek meg a nyilvánosság előtt. Az első autópályát, a K1 első szakaszát 1981-ben adták át, de az infrastruktúra nagy része csak a 21. században készült el.
A terv 5 autópályából és egy körgyűrűből állt: 
- K1: Phenjan–Cshongdzsin–Oroszország
- K2: Phenjan–Vonszan
- K3: Phenjan–Keszong
- K4: Phenjan–Nampho
- K5: Phenjan–Sinidzsu–Kína
- K100: Phenjani körgyűrű

Az első szakaszt 1981-ben adták át, ez egy 36 km-es szakasz volt Cshongdzsin irányába. Később elkezdték építeni a többi autópályát is, (K2-1985, K3-1986, K4-1988, K5-1989) de egy ideig még egyik sem volt több, mint 80 km hosszú. A tervet később el is vetették, csak akkor került újra elő, mikor megválasztották Kim Dzsongun-t 2011-ben. Hamar fellendült az autópályák építése. 2015-ban elérte az orosz határt a K1, 2018-ban pedig a kínai határt érte el a K5. 2024-ig ezt a két autópályát fejezték be teljesen. A többi autópályát is elkezdték építeni, viszont egyik sem jutott el a kijelölt célpontig. A sokáig álmodott K100-as körgyűrűből is csak egy 13 km-es szakasz épült meg. A Covid19-pandémia és az észak-koreai válság miatt sokan azt hitték, hogy sohasem fog elkészülni az egész hálózat.

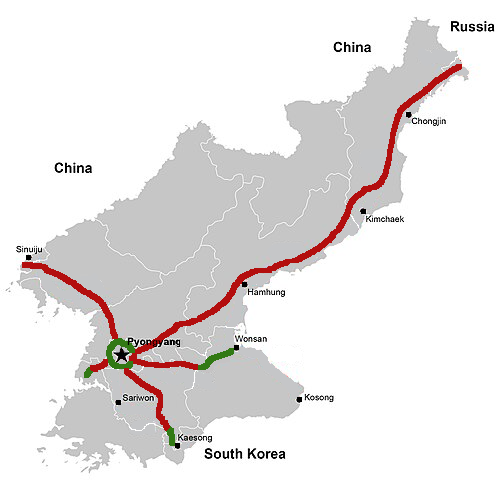
Az úthálózat térképen

Kim Dzsongun bejelentette, folytatódni fognak a munkálatok, viszont ez legkorábban csak 2027-ben történhet.
Megengedett maximális sebesség:
- Autópálya: 100 km/h 2011-ig, 2011-től 110 km/h
- Autóút (K100): 95 km/h

## Az autópálya-hálózat
| Út | Irány                           | Teljes hossz | Elkészült | Tervezett |
| -- | ------------------------------- | ------------ | --------- | --------- |
|    | Phenjan-Cshongdzsin-Oroszország | 565 km       | 565 km    | -         |
|    | Phenjan-Vonszan                 | 160 km       | 102 km    | 40 km     |
|    | Phenjan-Keszong                 | 124 km       | 95 km     | 29 km     |
|    | Phenjan-Nampho                  | 47 km        | 30 km     | 17 km     |
|    | Phenjan-Sinidzsu-Kína           | 168 km       | 168 km    | -         |
|    | Phenjan körgyűrű                | 74 km        | 13 km     | 61 km     |

## Galéria

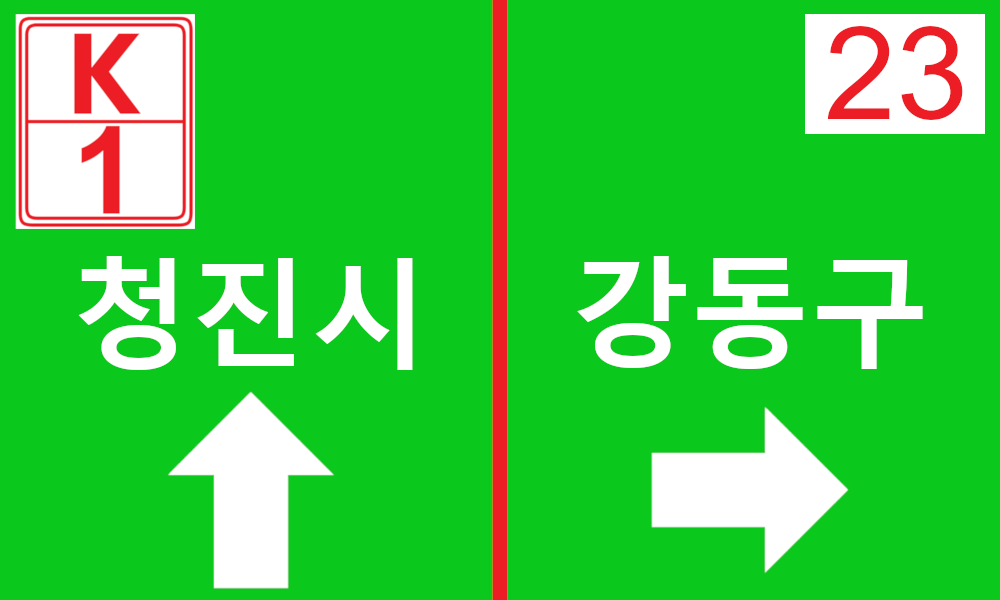
Ilyen és ehhez hasonló táblákat használnak. A bal oldal jelzi az autópályát (K1) és az irányt (Cshongdzsin), a jobb oldal jelzi a kilómétert (23) és a lehajtó út irányát (Kangdong)
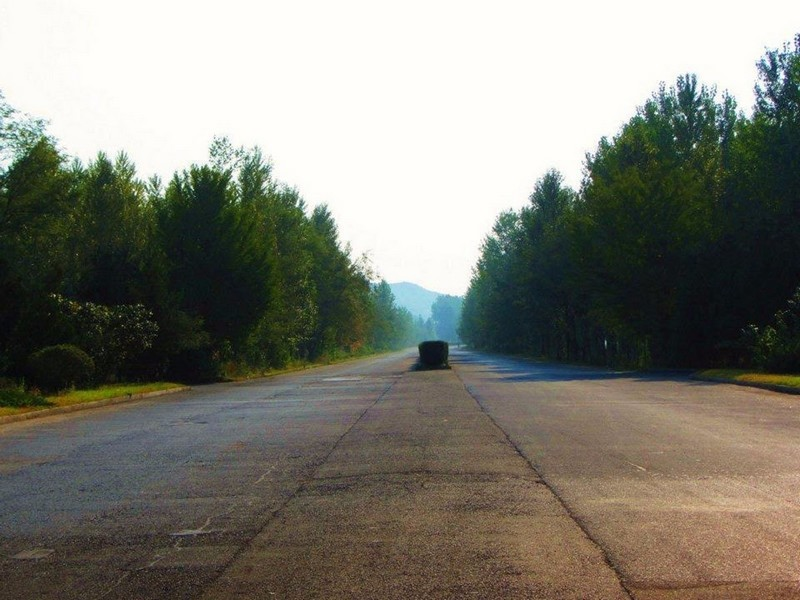
Észak-Korea autópálya
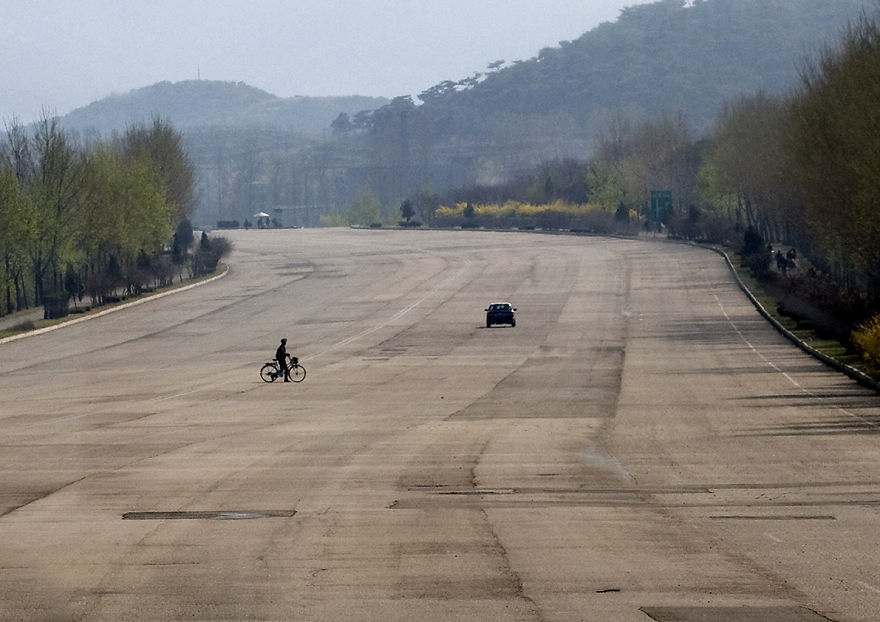
Észak-Korea autópálya
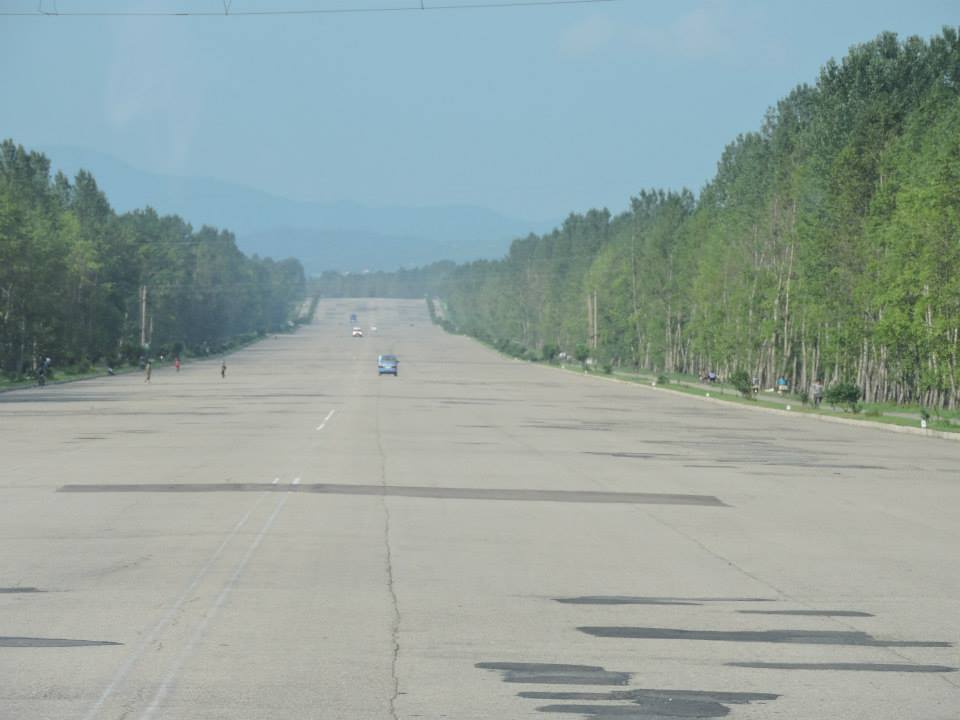
Észak-Korea autópálya
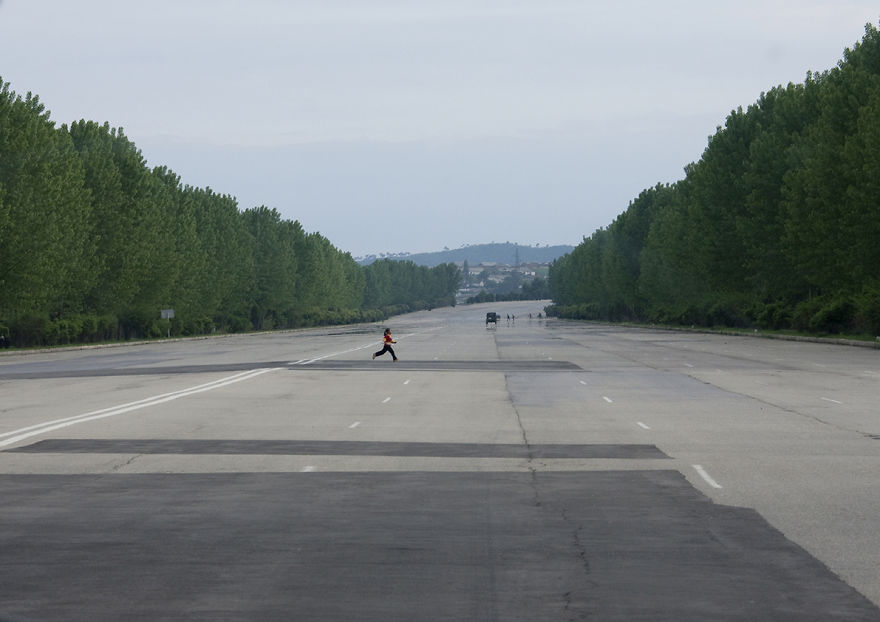
Észak-Korea autópálya